# Ioan Bob
Ioan Bob (n. 1739, Orman, Cluj – d. 2 octombrie 1830, Blaj) a fost un episcop de Făgăraș și Alba Iulia, cu sediul la Blaj, întâistătător al Bisericii Române Unite cu Roma între 1782-1830.

## Biografie

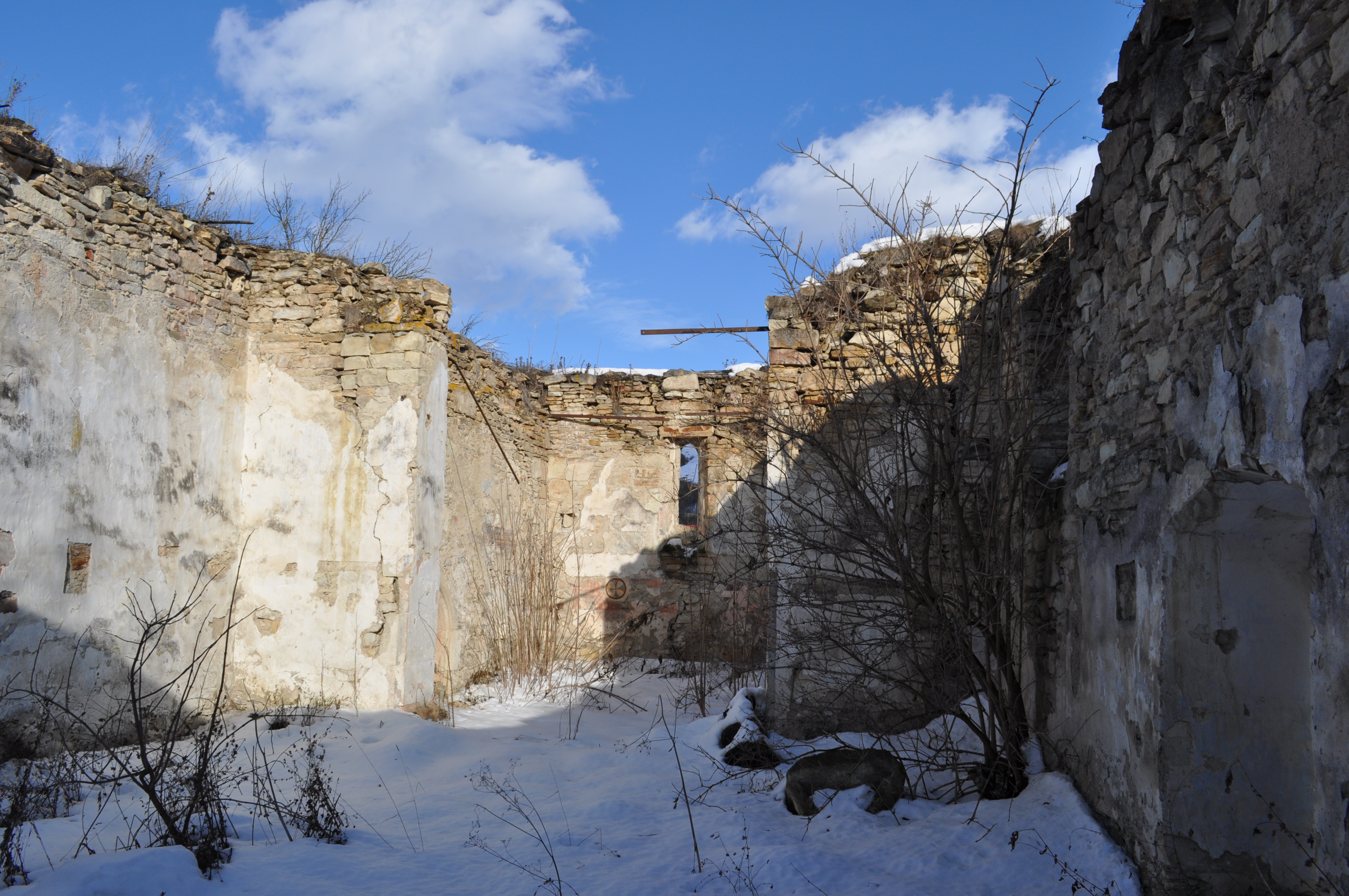
Ruinele bisericii reformate din Orman

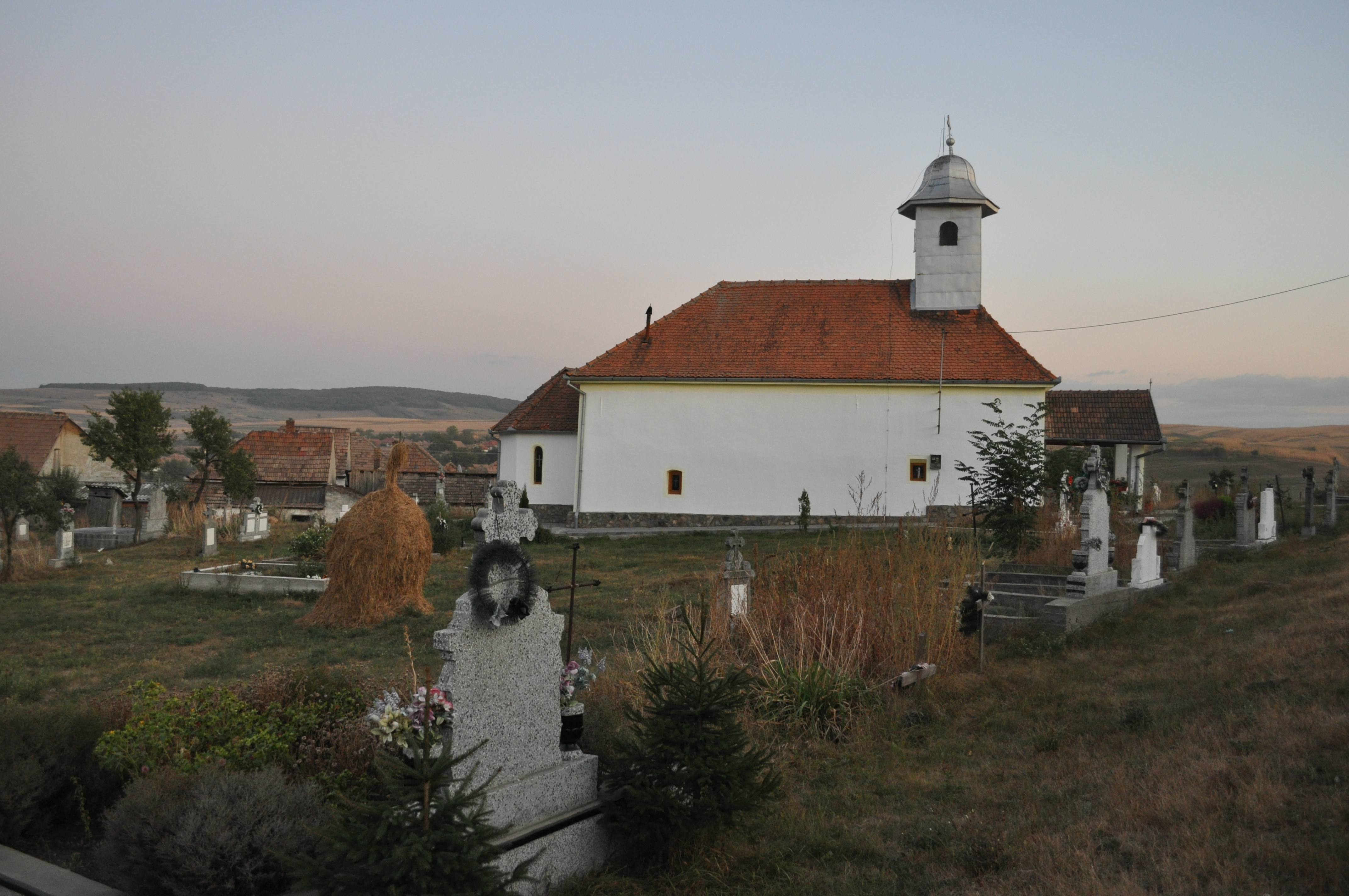
Biserica greco-catolică din Daia Română

Ioan Bob s-a născut la 25 noiembrie 1739 în localitatea Orman, în comitatul Solnocul Interior, azi în județul Cluj. Părinții săi au fost nobilul Andrei Bob din Copalnic-Mănăștur și Candida Timándi.
Primele cursuri școlare le-a făcut sub îndrumarea învățătorului reformat comunal, apoi a studiat la Ocna Dej, Giula și Ciumăfaia. La vârsta de 11 ani a trecut la colegiul iezuit din Cluj. De la Cluj a plecat la Blaj, unde a intrat ca novice la călugării bazilieni de la Mănăstirea Sfânta Treime. La școlile din Blaj l-a avut profesor de gramatică pe Petru Iacob.
Întrucât regulile călugărești cerute de episcopul Atanasie Rednic erau prea aspre, nu a depus votul de călugăr. A plecat la reședința iezuiților din Odorheiu Secuiesc, unde a fost administrator între 1765-1769, iar de acolo s-a întors la Blaj, în calitate de administrator al mănăstirii, unde a funcționat până în anul 1773. În același an, deși avea vârsta de 34 de ani, a fost trimis la studii de către episcopul Grigore Maior, la  Sâmbăta Mare (în Slovacia de astăzi) unde, în 1774, a absolvit doar cursul de teologie. Bolnav fiind, s-a reîntors la Giula, unde și-a refăcut sănătatea. În 1778 episcopul Grigore Maior l-a hirotonit preot și l-a numit secretar episcopal, iar apoi, protopop în Daia Română, iar de aici, la Târgu Mureș.

### Episcop

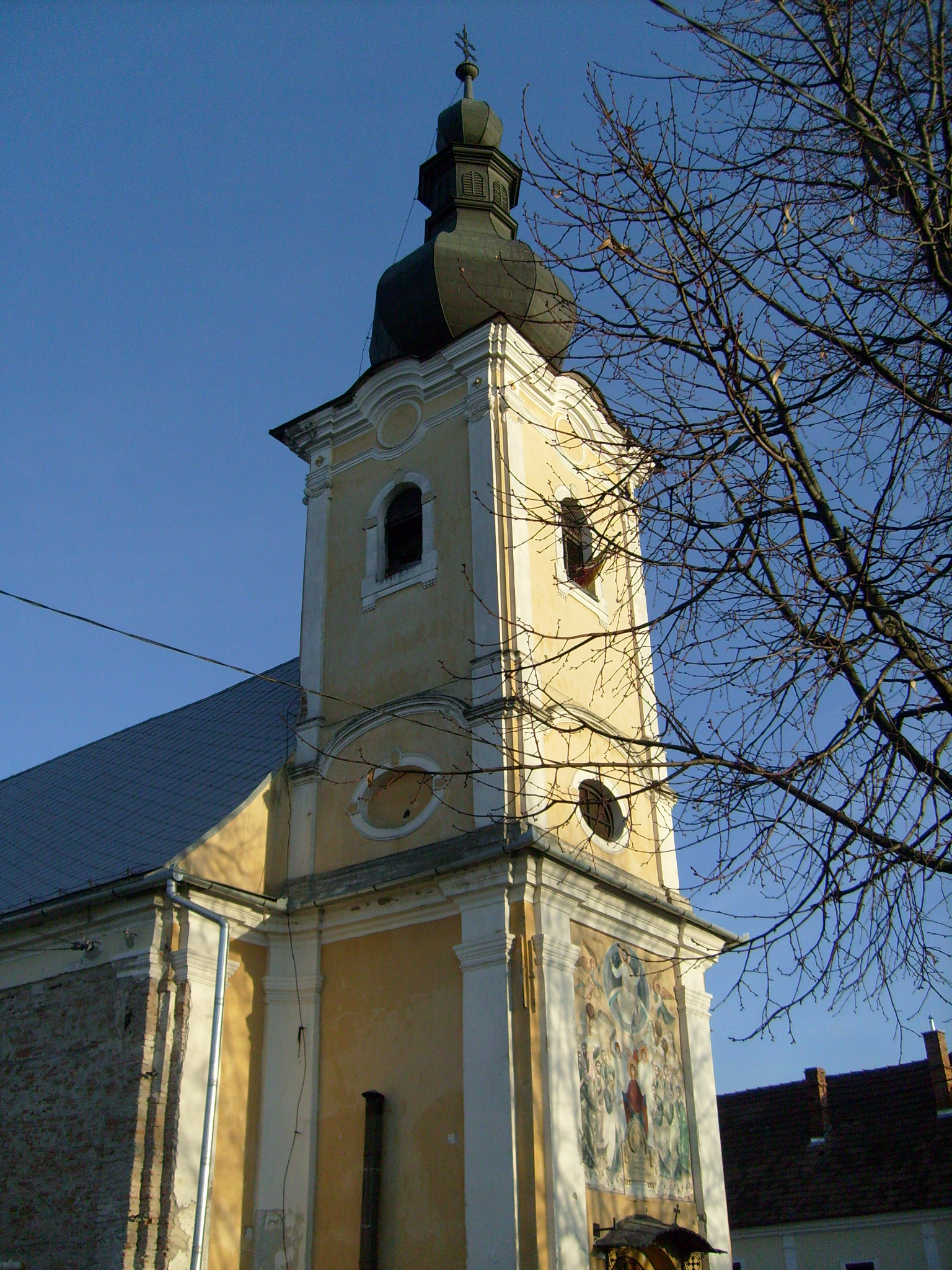
Biserica Bob din Târgu Mureș

În anul 1782 episcopul Grigore Maior a trebuit să renunțe la episcopat, din cauza neînțelegerii pe care le avea cu călugării basilieni și a opoziției pe care o făcuse față de Edictul de toleranță religioasă emis de împăratul Iosif al II-lea. La 12 august 1782 a fost convocat sinodul electoral. Aici candidații la episcopat s-au clasat în felul următor: Ignatie Darabant cu 63 de voturi (susținut de călugări), Iacob Aron cu 57 de voturi, Ioan Bob cu 37 de voturi, Filotei Laszlo cu 10 voturi, Andrei Zetkey de la Muncaciu cu 2 voturi, Avram Mehesi Avram 2 voturi, Samuil Micu cu 1 vot și Ieronim Kalnoki 1 vot, în total fiind exprimate 178 de voturi.
La 21 octombrie 1782 împăratul Iosif al II-lea l-a numit episcop pe Ioan Bob, iar papa Pius al VI-lea l-a confirmat episcop. Împăratul Iosif al II-lea l-a preferat pe Ioan Bob în calitate de episcop al Bisericii Române Unite cu Roma, întrucât era preot de mir și nu călugăr, deși se clasase pe locul al III-lea, după numărul de voturi voturi obținute.
La 6 iunie 1784 a fost consacrat episcop de Grigore Maior, episcopul pensionat.
Pe 30 martie 1792 a adresat împăratului Leopold al II-lea memoriul intitulat Supplex Libellus Valachorum Transsilvaniae. A ctitorit numeroase biserici greco-catolice, între care Biserica Bob din Cluj, Biserica Sfânta Treime din Cugir, Biserica Bob din Hațeg, Biserica Bob din Mediaș, Biserica Bob din Sebeș, Biserica Bob din Târgu Mureș etc.
În anul 1810 a înființat Vicariatul Silvaniei, cu un rol însemnat în ridicarea culturală a românilor din ținutul Sălajului.

### Activități filantropice
În timpul foametei din 1815-1818 episcopul Ioan Bob a șters datoriile datornicilor săi din satele din jur, iar în semn de recunoștință aceștia au ridicat Crucea lui Ioan Bob din Blaj, amplasată inițial pe dealul Hula.

### Conflictul cu Gheorghe Șincai
Ultimii săi ani de activitate au fost afectați de conflictul cu Gheorghe Șincai, pe care l-a demis din funcția de director școlar pe motiv de alcoolism. Denunțul contra lui Șincai a dus la arestarea acestuia și apoi la plecarea sa în exil.

## Opera

Dicționarul rumanesc, lateinesc si unguresc, Cluj, 1822.

- Dictionariu rumanesc, lateinesc si unguresc, dein orenduiala excellentii sale preosfintitului Ioan Bobb (...) typarit in doao tomuri, in Clus [Cluj], cu typariul Typografii Colegiumului Reformatilor, 1822-1823. Lucrarea are circa 11.000 de cuvinte românești, cărora li se indică și echivalentul latin și cel maghiar, autor fiind însuși episcopul Ioan Bob.
- În timpul episcopatului său s-au tipărit diferite cărți de slujbă și de învățătură la Blaj; 
  - Majoritatea cărților de cult necesare Bisericii Române Unite,
  - Manuale didactice (Gheorghe Șincai: Îndreptare către aritmetică, 1785 și Alfavith sau Bucoavnă, 1796),
  - Cărți teologice (Samuil Micu; Theologie moralicească sau Bogoslovia, 2 vol., 1796;  Theologie dogmatică, și moralicească despre Taine peste tot, 1801, Alte șapte lucrări despre fiecare Taină, 1801-1802;  De urmarea lui Hristos[11] de Thomas a Kempis),
  - Însă cea mai importantă din cărțile tipărite în timpul episcopatului său a fost Biblia, cunoscută sub numele de Biblia de la Blaj, din 1795, în traducerea aceluiași Samuil Micu.

## Imagini

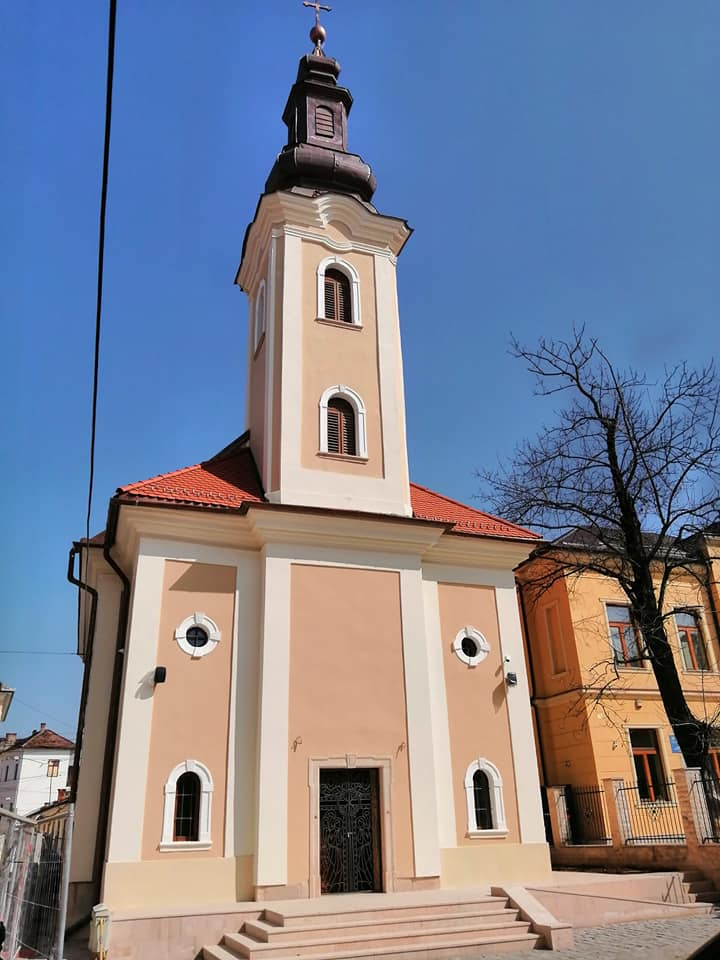
Biserica Bob din Cluj
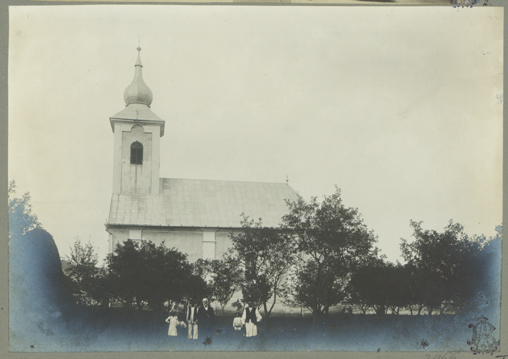
Biserica Bob din Hațeg (fotografie de Leopold Adler)
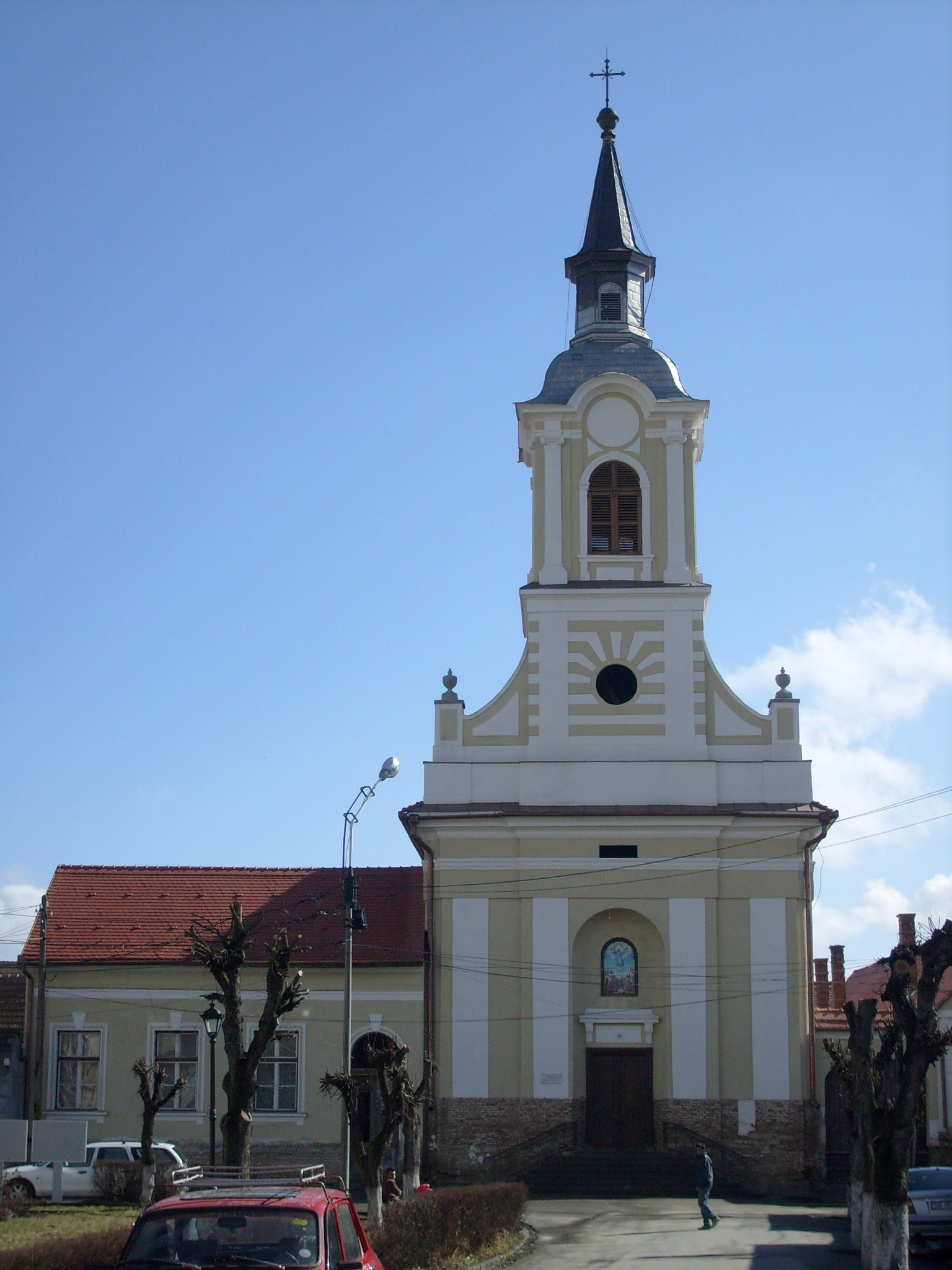
Biserica Bob din Mediaș
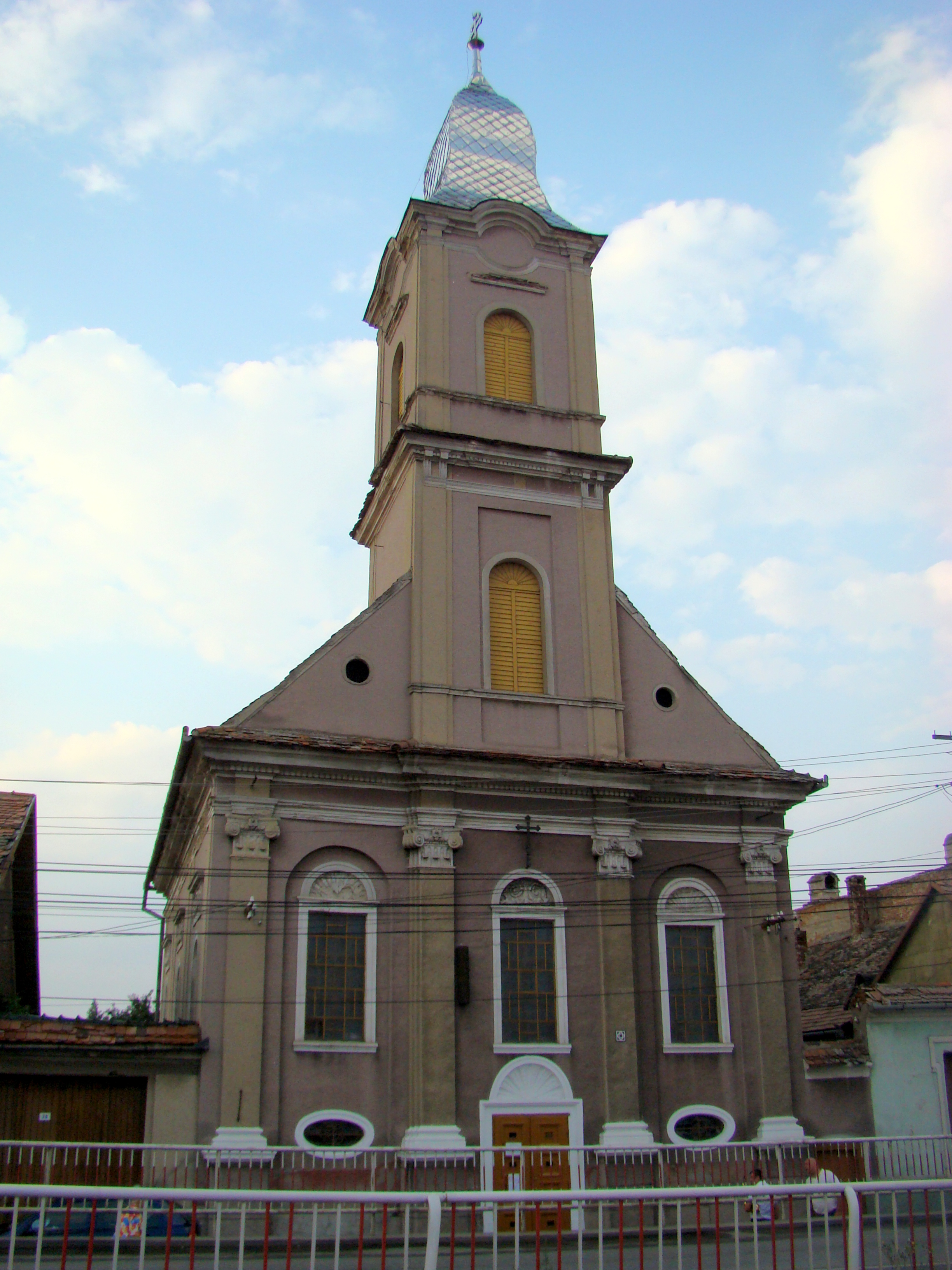
Biserica Bob din Sebeș
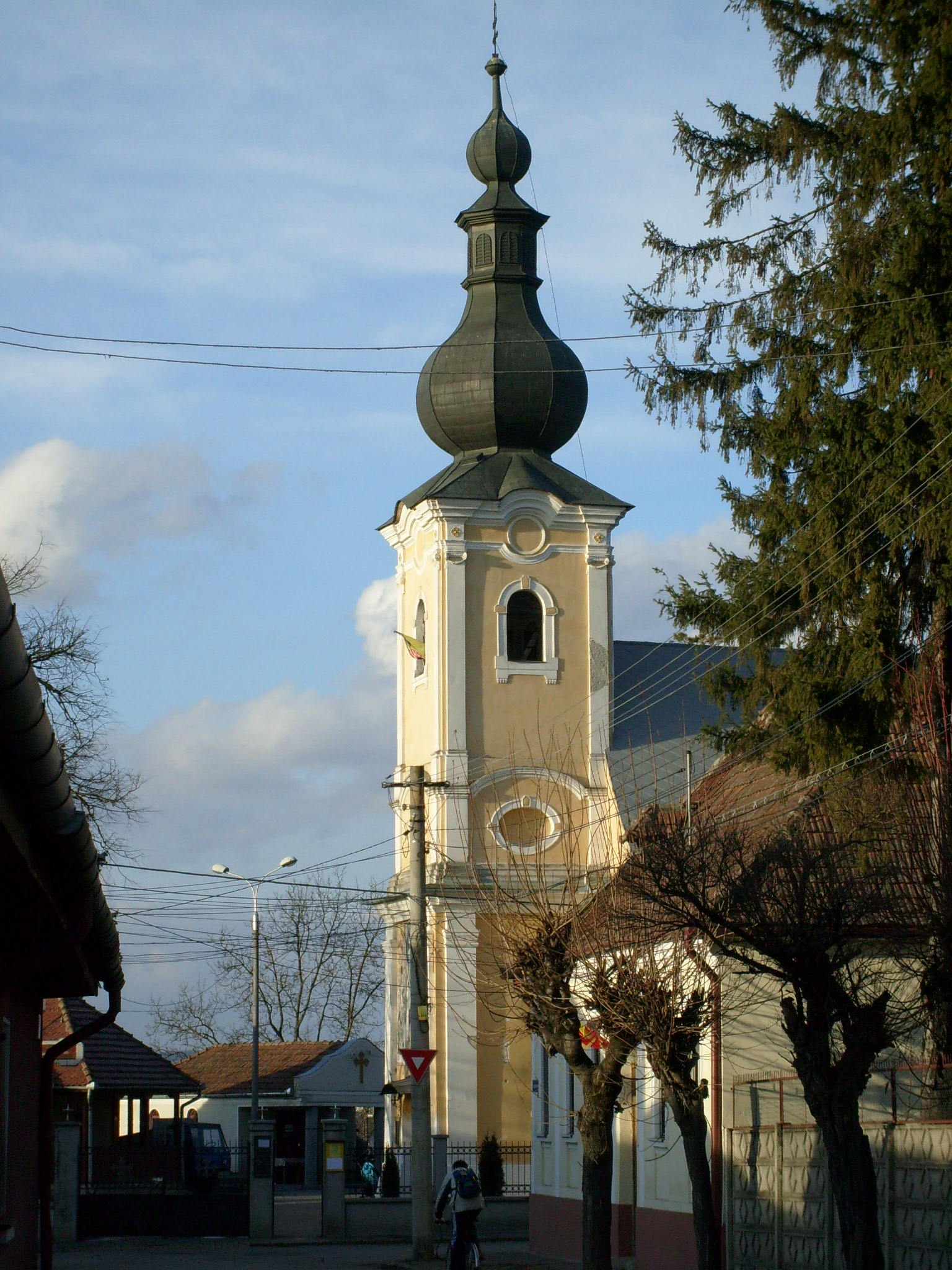
Biserica Bob din Tg. Mureș